# Закуръярви
Закуръярви — пресноводное озеро на территории Юшкозерского сельского поселения Калевальского района Республики Карелии.

## Общие сведения
Площадь озера — 2,5 км², площадь водосборного бассейна — 318 км². Располагается на высоте 98,4 метров над уровнем моря.
Форма озера лопастная, подковообразная. Берега сильно изрезанные, каменисто-песчаные, местами заболоченные.
Через озеро протекает река Мелличайоки, впадающая в реку Чирко-Кемь.
В озере расположено не менее трёх безымянных островов различной площади.
С северо-востока от озера проходит автодорога местного значения 86К-4 («Кепа — Юшкозеро — Боровой — Костомукша»).
Код объекта в государственном водном реестре — 02020000911102000005698.